# Gurreby
Gurreby er en lille sognelandsby på Lolland beliggende i Gurreby Sogn (Lollands Sønder Herred), nogle kilometer vest for Søllested. Landsbyen ligger i Lolland Kommune og hører til Region Sjælland.
Gurreby nævnes 1473. Landsbyen blev udskiftet i 1815. 
I byen ligger Gurreby Kirke. Gurreby Skole blev opført 1911 og er i dag specialskole.